# وندلور
وندلور (به انگلیسی: Vandalur) یک زیستگاه انسانی در هند است که در Kanchipuram district واقع شده‌است.

## خصوصیات
وندلور ۱۳٬۳۱۱ نفر جمعیت دارد و ۵۰ متر بالاتر از سطح دریا واقع شده‌است.

## نگارخانه

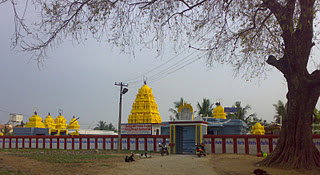
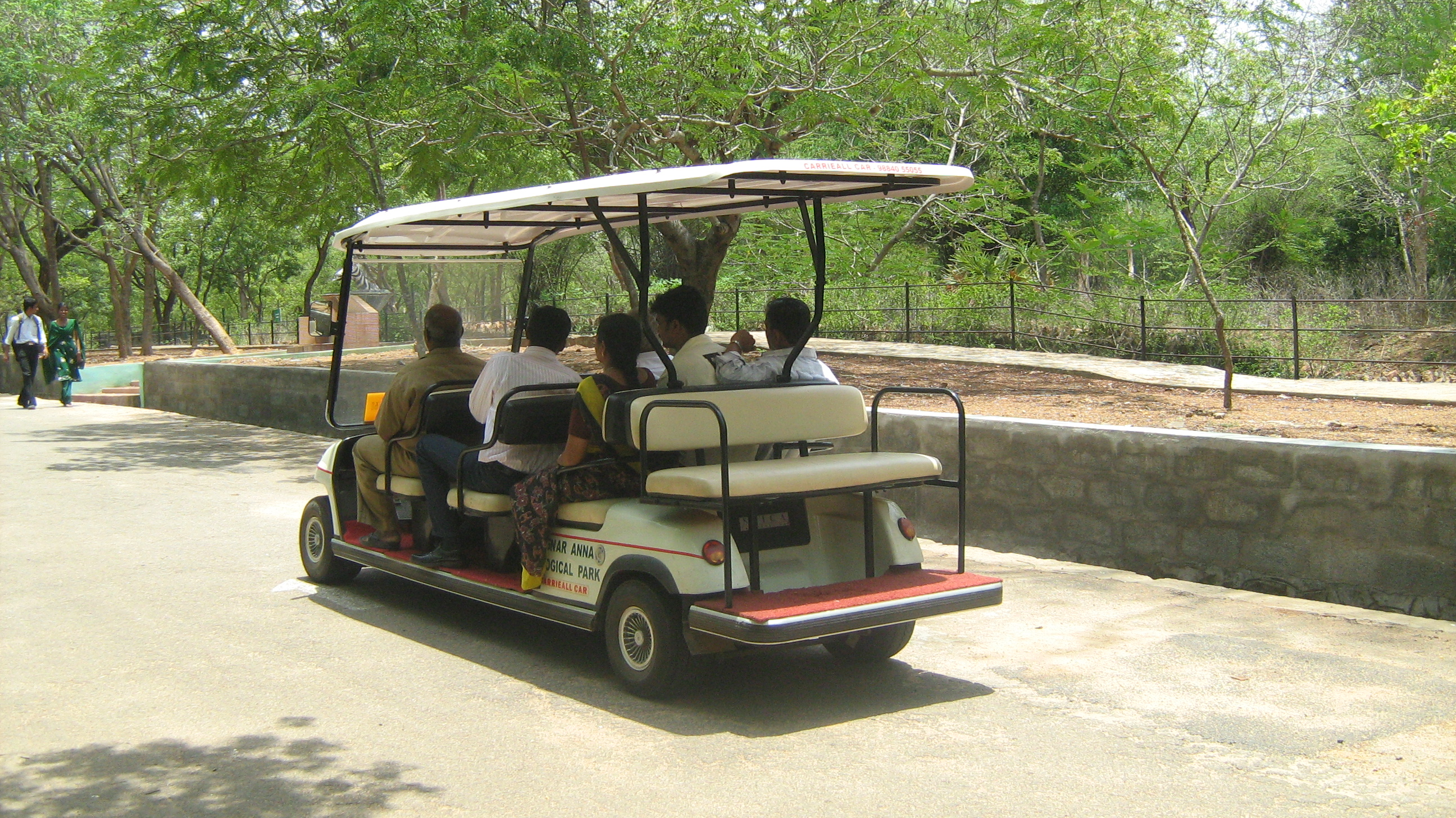
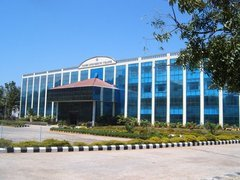
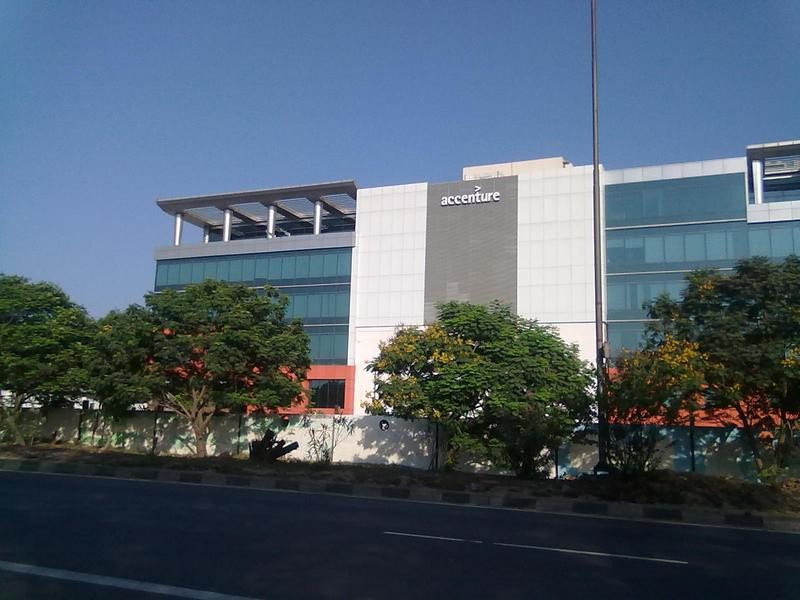